# Adult Film Association of America
Die Adult Film Association of America (AFAA) war der erste Verband der US-amerikanischen Produzenten von Pornofilmen. Sie kämpfte gegen Zensurbestimmungen und versuchte, die Branche gegen Strafverfolgung nach den US-amerikanischen Obszönitätsbestimmungen zu schützen. Jährlich verlieh sie Branchenfilmpreise, die Erotic Film Awards, bei denen der Erotica Award als Trophäe vergeben wurde.
Die AFAA wurde 1969 in Kansas City, Missouri gegründet. Ihr erster Präsident war Sam Chernoff von der Astro-Jemco Film Co. Andere bekannte Präsidenten waren der Filmproduzent David F. Friedman, 1971 als dritter Präsident gewählt und vier Mal wiedergewählt, bevor er schließlich Vorsitzender des Beirats (Chairman of the Board) wurde, und die Pornodarstellerin und Zeitschriftenverlegerin (High Society) Gloria Leonard.
Die AFAA verlieh von 1976 bis 1985 die seinerzeit bedeutendsten Filmpreise für die Pornofilmbranche. In späteren Jahren wurde die Verleihung zunehmend der Manipulation bezichtigt. Die Verleihung von Preisen an den Film Virginia im Jahr 1984 (für das Jahr 1983) führte zur Gründung der Kritikerorganisation X-Rated Critics Organization, die bis heute den einzigen Kritikerpreis der Branche verleiht. Die AFAA Awards wurden schließlich als bedeutendste US-amerikanische Pornofilmpreise von den AVN Awards abgelöst, die seit 1984 veranstaltet werden.
Mit dem Aufkommen der Pornovideos benannte sich die AFAA in Adult Film and Video Association of America (AFVAA) um. Ihre Rolle als Branchenorganisation der Pornobranche wurde von der 1991 gegründeten Free Speech Coalition übernommen, die die AFAA als Vorläuferorganisation nennt.

## Erotic Film Awards

### Bester Darsteller (Best Actor)
- 1976: Jamie Gillis (The Opening of Misty Beethoven)
- 1977: Jamie Gillis (A Coming of Angels)
- 1978: Aldo Ray (Sweet Savage)
- 1979: Jamie Gillis (The Ecstasy Girls)
- 1980: John Leslie (Talk Dirty To Me)
- 1981: John Leslie (Wicked Sensations)
- 1982: John Leslie (Talk Dirty To Me Part II)
- 1983: Paul Thomas (Virginia)
- 1984: John Leslie (Gleichstand; sowohl für Dixie Ray als auch für Every Woman Has A Fantasy)
- 1985: Jerry Butler (Snake Eyes)

### Beste Darstellerin (Best Actress)
- 1976: Jennifer Welles (Little Orphan Sammy)
- 1977: Georgina Spelvin (Desires Within Young Girls)
- 1978: Desiree Cousteau (Pretty Peaches)
- 1979: Samantha Fox (Jack 'N' Jill)
- 1980: Samantha Fox (Tramp)
- 1981: Georgina Spelvin (The Dancers)
- 1982: Veronica Hart (Roommates)
- 1983: Kelly Nichols (In Love)
- 1984: Rachel Ashley (Every Woman Has A Fantasy)
- 1985: Gloria Leonard (Taboo American Style (The Miniseries))

### Bester Nebendarsteller (Best Supporting Actor)
- 1976: Carlos Tobalina (Tell Them Johnny Wadd Is Here)
- 1977: John Leslie (A Coming of Angels)
- 1978: Roger Caine (Bad Penny); John Seeman (Sweet Savage)
- 1979: Bobby Astyr (People)
- 1980: Richard Pacheco (Talk Dirty To Me)
- 1981: R. Bolla (Outlaw Ladies); Richard Pacheco (Nothing To Hide)
- 1982: Jamie Gillis (Roommates)
- 1983: Ron Jeremy (Suzie Superstar)
- 1984: Ron Jeremy (All The Way In)
- 1985: John Leslie (Taboo IV)

### Beste Nebendarstellerin (Best Supporting Actress)
- 1976: Georgina Spelvin (Ping Pong)
- 1977: Annette Haven (A Coming of Angels)
- 1978: Georgina Spelvin (Take Off)
- 1979: Georgina Spelvin (The Ecstasy Girls)
- 1980: Georgina Spelvin (Urban Cowgirls)
- 1981: Holly McCall (Nothing To Hide)
- 1982: Veronica Hart (Foxtrot)
- 1983: Kay Parker (Sweet Young Foxes)
- 1984: Chelsea Blake (Great Sexpectations)
- 1985: Lisa De Leeuw (Raw Talent)

### Bester Regisseur (Best Director)
- 1976: Henry Paris (The Opening of Misty Beethoven)
- 1977: Alex de Renzy (Baby Face)
- 1978: Armand Weston (Take Off)
- 1979: Henri Pachard (Babylon Pink)
- 1980: Tsanusdi (Urban Cowgirls)
- 1981: Anthony Spinelli (Nothing To Hide)
- 1982: Chuck Vincent (Roommates)
- 1983: Henri Pachard (The Devil in Miss Jones Part II)
- 1984: Anthony Spinelli (Dixie Ray)
- 1985: Henri Pachard (Taboo American Style)

### Bester Film (Best Film)
- 1976  The Opening of Misty Beethoven
- 1977  Desires Within Young Girls
- 1978  Legend of Lady Blue
- 1979  Babylon Pink
- 1980  Talk Dirty to Me; Urban Cowgirls
- 1981  Nothing To Hide
- 1982  Roommates
- 1983  The Devil in Miss Jones, Part II
- 1984  Dixie Ray, Hollywood Star
- 1985  Taboo American Style 1: The Ruthless Beginning

### Bestes Drehbuch (Best Screenplay)
- 1976: The Opening of Misty Beethoven
- 1977: Desires Within Young Girls
- 1978: Legend of Lady Blue
- 1979: The Ecstasy Girls
- 1980: The Budding of Brie
- 1981: The Dancers
- 1982: Roommates
- 1983: In Love
- 1984: Dixie Ray, Hollywood Star
- 1985: Raw Talent

### Beste Sexszene (Best Sex Scene)
- 1983: Virginia (keine spezielle Szene)
- 1984: Firestorm (die „rote Szene“)
- 1985: New Wave Hookers; Passage Thru Pamela (Gleichstand)